# Pharsalia ochreopunctata
Pharsalia ochreopunctata là một loài bọ cánh cứng trong họ Cerambycidae.